# فرایند خودبخودی
فرایند خودبخودی نوعی فرایند شیمیایی است که بدون نیاز به انرژی اضافی انجام می‌شود.

## خصوصیات این واکنش‌ها
در این واکنش‌ها، انرژی آزاد گیبس در حال کاهش است. انرژی آزاد گیبس به صورت زیر تعریف می‌شود:
{\displaystyle \Delta G=\Delta H-T\Delta S\,}
که در آن
T دما
G انرژی آزاد گیبس
H آنتالپی
و S آنتروپی است.
اگر انرژی آزاد گیبس منفی باشد واکنش خودبخودی می‌باشد.